# Krakauer Zeitung
Krakauer Zeitung — ежедневная газета, информационно-пропагандистское издание генерал-губернаторства, издававшееся во время Второй мировой войны.

## История
После оккупации Польши немецкими войсками в сентябре 1939 года город Краков стал административным центром созданного в октябре 1939 года для управления этими территориями «генерал-губернаторства» нацистской Германии (а также одного из пяти округов «генерал-губернаторства» — дистрикта «Краков»). Издание довоенных польских печатных изданий было запрещено, типографии перешли в ведение немецкой оккупационной администрации.
12 ноября 1939 года в Кракове началось издание газеты «Krakauer Zeitung» для населения генерал-губернаторства, в которой публиковались официальные распоряжения немецких оккупационных властей, а также пропагандистские материалы. Она являлась крупнейшей газетой, издававшейся в период оккупации — изначально, в 1939 году её тираж составлял 50 тысяч экземпляров, в 1942 году достиг максимального значения в 250 тысяч экземпляров.
В 1944 году Восточный фронт приблизился к Польше и часть территории «генерал-губернаторства» оказалась в прифронтовой зоне, в дальнейшем началось освобождение территории Польши. В результате, тираж газеты начал стремительно сокращаться. 17 января 1945 года был выпущен последний номер газеты, а 18 января 1945 года «генерал-губернаторство» было ликвидировано.